# Kretische Dattelpalme
Die Kretische Dattelpalme (Phoenix theophrasti) ist eine an wenigen Standorten auf Kreta und an der Südwestküste der Türkei vorkommende Palmenart aus der Gattung der Dattelpalmen (Phoenix). Sie ist der Echten Dattelpalme sehr ähnlich.

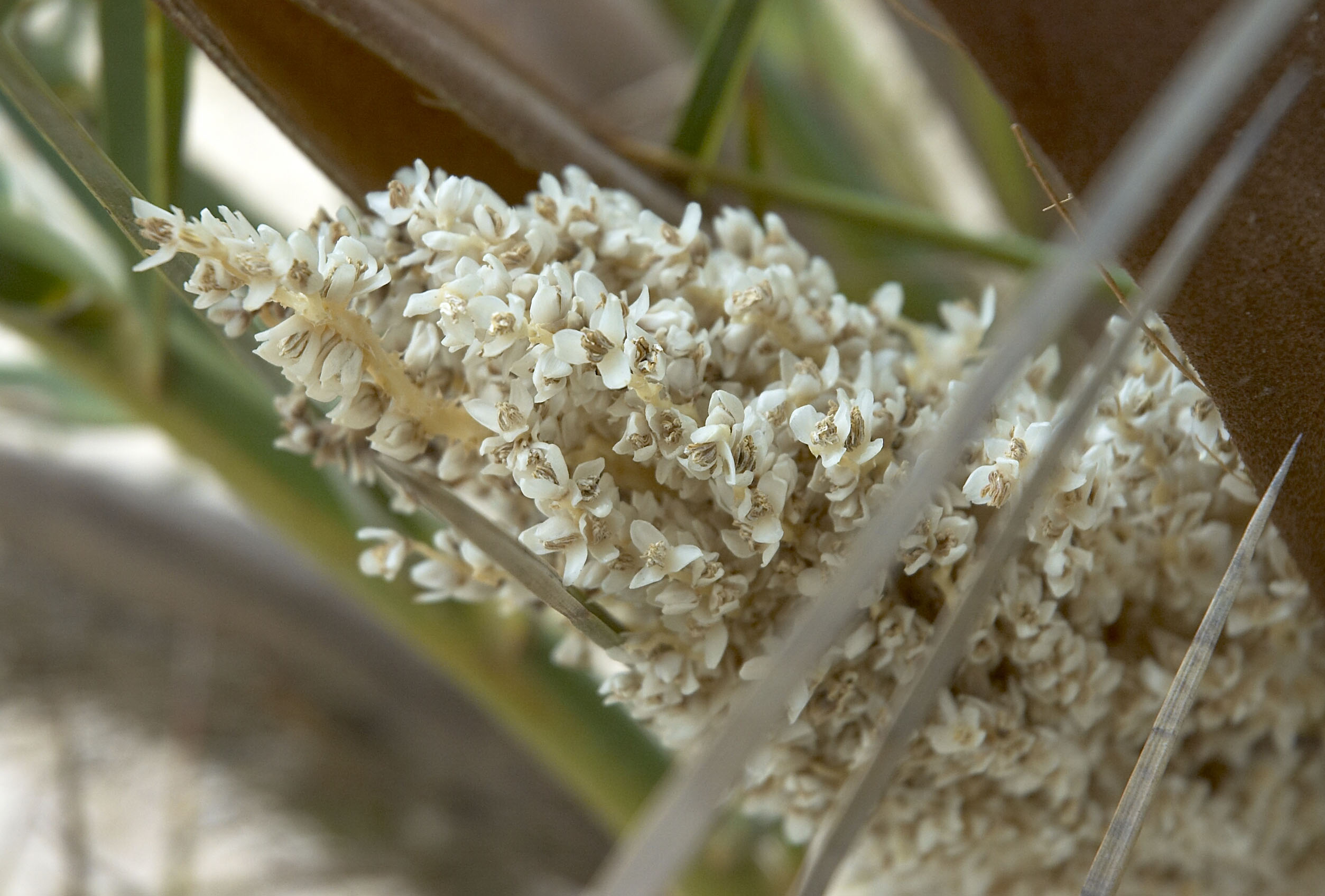
Blüten

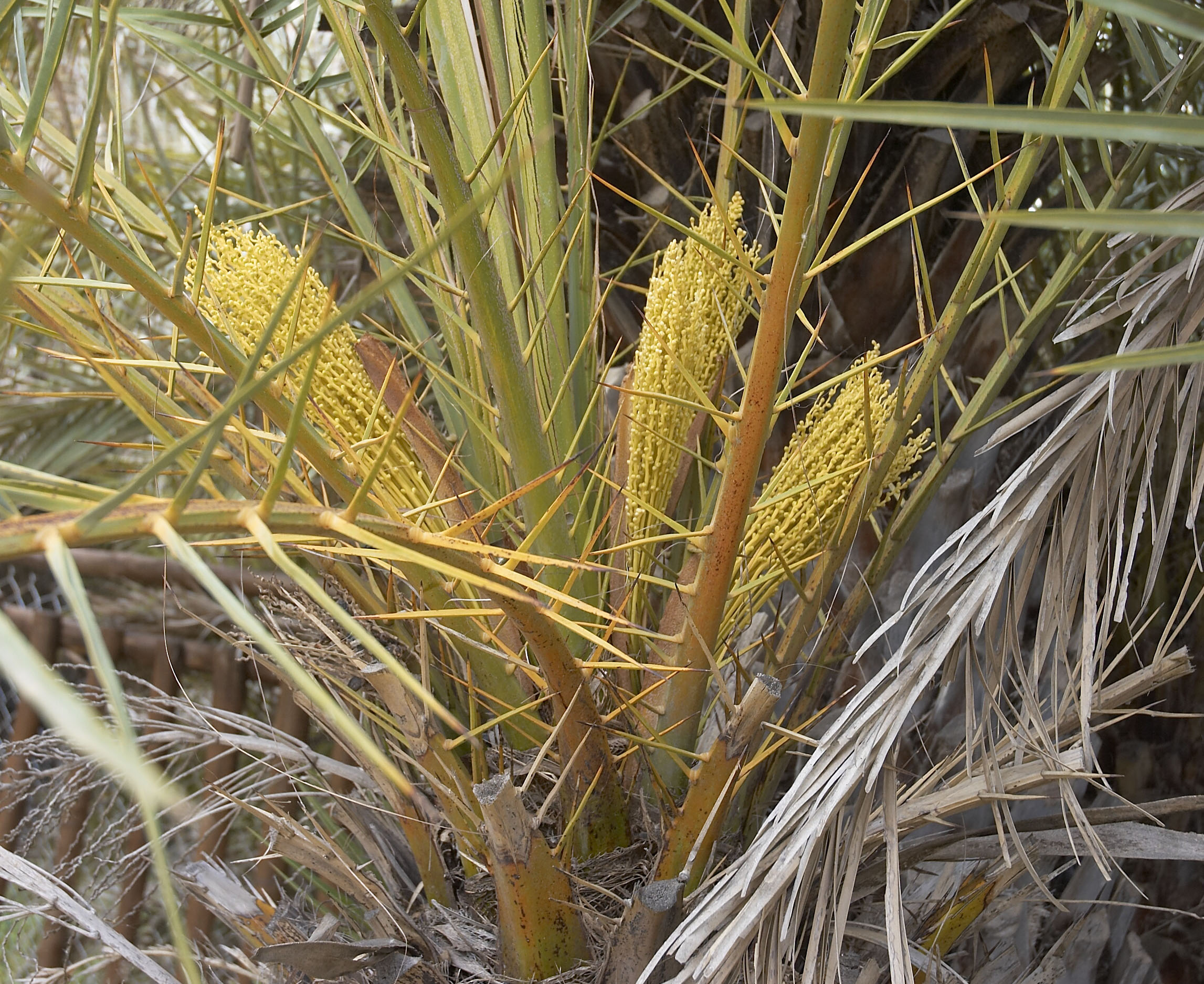
Blütenstände

## Merkmale

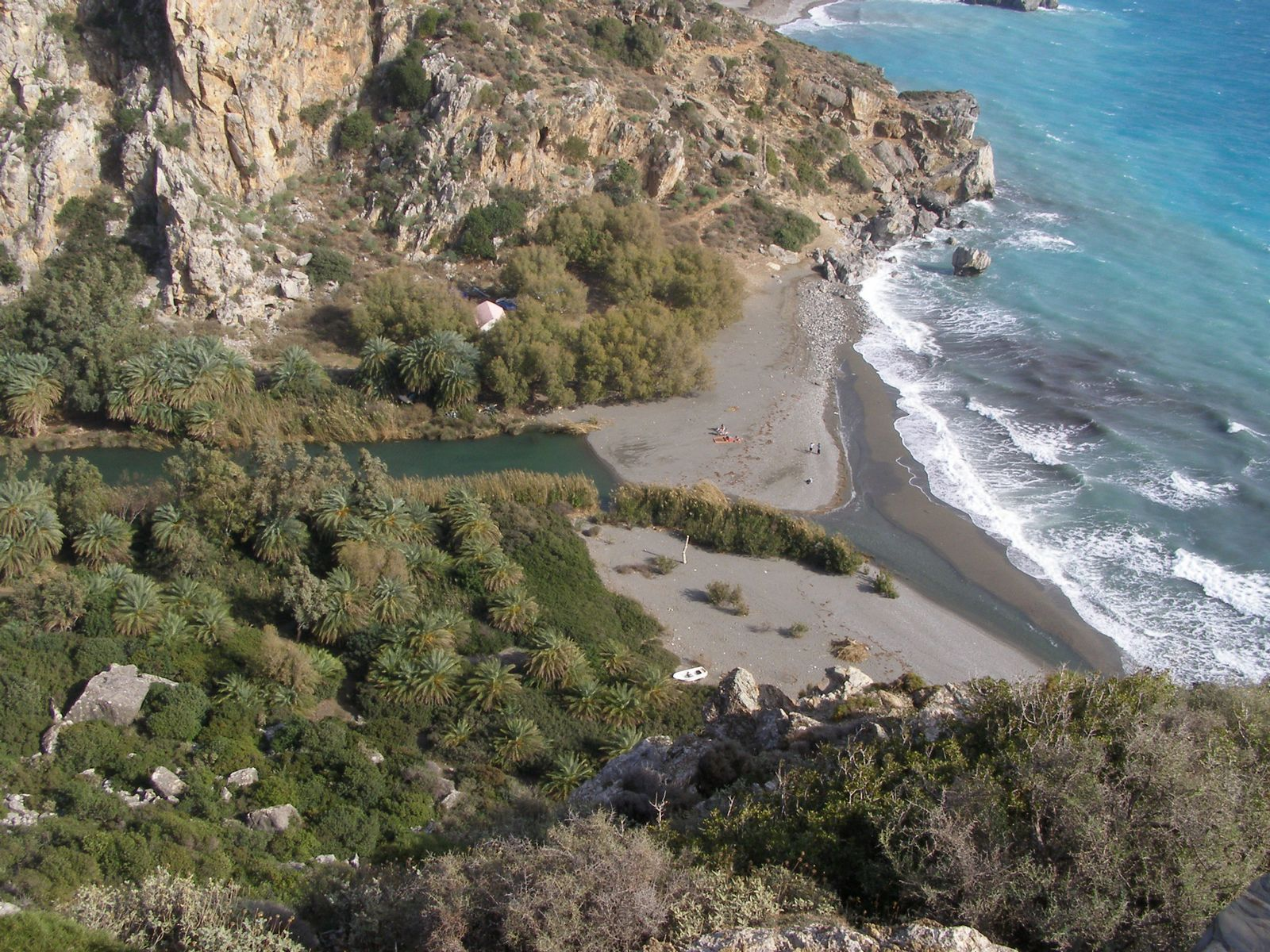
Kretische Dattelpalmen bilden einen dichten Hain entlang des Flusses zum Preveli-Strand

Die Kretische Dattelpalme ist eine mehrstämmige Palme. Die Stämme werden bis zu 17 m hoch, der Stammdurchmesser ohne Blattscheiden erreicht bis 50 cm. Im oberen Stammabschnitt bleiben die Blätter erhalten, darunter sind die diamantförmigen Blattbasen erhalten. Die Blätter stehen schräg aufrecht und werden 2 bis 4 m lang. Die Blattscheiden sind faserig und rötlich braun. Der Pseudostiel ist 50 bis 70 cm lang. Die Akanthophylle (zu Dornen umgewandelte Fiederblättchen) stehen unregelmäßig und in mehr als einer Ebene. An jeder Seite der Rhachis befinden sich etwa 10 Stück, die gelb bis orange-grün sind. Die Fiederblättchen stehen unregelmäßig in einer bis zwei Ebenen, an jeder Rhachis-Seite etwa 65 bis 100. Sie sind steif und etwa 50 cm lang und 2 cm breit. Die Spreite ist blaugrün und häufig mit einer weißen Wachsschicht überzogen. 
Die Art ist wie alle Dattelpalmen zweihäusig getrenntgeschlechtig (diözisch). Die männlichen Blütenstände stehen aufrecht. Das Vorblatt ist lederig, doppelt gespalten, rund 45 × 8 cm groß. Der Blütenstandsstiel ist rund 40 cm lang. Die Seitenachsen sind bis 10 cm lang. Die männlichen Blüten sind gelblich-weiß und besitzen einen stark muffigen Geruch. Der Kelchbecher ist 2 bis 3 mm hoch. Die drei, selten vier Kronblätter sind 8 × 3,5 mm groß. Es sind sechs, selten sieben Staubblätter vorhanden. Die weiblichen Blütenstände stehen aufrecht, zur Fruchtreife sind sie bogig. Das Vorblatt ist bis 50 × 6 cm groß. Der Blütenstandsstiel verlängert sich zur Fruchtreife auf bis 70 cm. Es gibt rund 80 Seitenachsen, die zur Fruchtreife länger werden und bis 50 cm erreichen. Die weiblichen Blüten sind gelb-weiß. Der dreilappige Kelchbecher ist 2 bis 2,5 mm hoch. Die drei, selten vier Kronblätter sind 2 × 3 mm groß. 
Die Frucht ist länglich, rund 15 × 10 mm groß und grün-gelb bis braun. Das Mesokarp ist nur in geringem Ausmaß ausgebildet, es ist mehlig und süß. Die Samen haben abgerundete Enden und sind 11 bis 13 × 6 bis 7 mm groß. Das Endosperm ist homogen. 

## Verbreitung
Die Kretische Dattelpalme ist von neun Standorten auf der Insel Kreta bekannt, darunter der Strand von Vai und der Strand von Preveli. Die Art wurde auch an einigen Standorten auf dem kleinasiatischen Festland gefunden: auf der Datça-Halbinsel und der Kumluca-Karaöz-Region in Südost-Anatolien in Seehöhen bis 350 m. Ein dritter Standort in Gölköy nahe Bodrum wird von Barrow (1998) eher Phoenix dactylifera zugeordnet. Berichte über Vorkommen auf einigen Inseln der östlichen Ägäis (Kalymnos, Nisyros, Symi) werden von Barrow ebenfalls kritisch gesehen. Jedoch wurde die Art in Tunesien neu eingeschleppt beobachtet.
Die Kretische Dattelpalme wächst in Küstengebieten auf steilen Kalkkliffen und -felsen in wenigen Metern Entfernung zum Meer. Andere Standorte sind etwas weiter landeinwärts entlang von feuchten Talböden, Bachufern und felsigen Rinnen. Das Vorkommen der Palmen zeigt stets ein Wasservorkommen an. Die Art ist salztolerant.
Nach der Roten Liste der IUCN gilt die Art als gering gefährdet („near threatened“). Sie gibt für Kreta acht, für die Türkei vier Populationen an.

## Systematik
Die Kretische Dattelpalme wurde erst 1967 von Werner Greuter als eigene Art Phoenix theophrasti in Bauhinia. Zeitschrift der Basler Botanischen Gesellschaft Band 3 Seite 243 beschrieben, die Populationen wurden bis dahin zu Phoenix dactylifera gestellt. Die beiden Arten sind Schwesterarten.
Die Kretische Dattelpalme war bereits seit der Antike bekannt. Theophrastos von Eresos und Plinius der Ältere haben sie beschrieben. Greuter hat sie daher nach dem griechischen Naturforscher benannt.
Man kann folgende Unterarten unterscheiden:
- Phoenix theophrasti Greuter subsp. theophrasti
- Phoenix theophrasti subsp. golkoyana Boydak: Diese Unterart wurde 2019 aus dem asiatischen Teil der Türkei erstbeschrieben.[3]

## Belege
- Sasha C. Barrow: A Monograph of Phoenix L. (Palmae: Coryphoideae). Kew Bulletin, Band 53, 1998, S. 513–575. (JSTOR)